# 30: Very Best of Deep Purple
A 30: The Very Best of Deep Purple a Deep Purple válogatásalbuma, amit 30 éves fennállásuk alkalmából adtak ki 1998-ban. A számok nagy részének rövidített kislemez változata került fel a lemezre, például a Child in Time több mint 10 perc hosszú az eredeti nagylemezen míg itt 4,5 perc.

## Számok listája
1. "Hush" (South) – 4:28
  -  A Shades of Deep Purple albumról (1968)
2. "Black Night" – 3:29
3. "Speed King" – 4:27
4. "Child in Time" – 4:15
  - A Deep Purple in Rock albumról (1970)
5. "Strange Kind of Woman" – 3:53
6. "Fireball" – 3:26
7. "Demon's Eye" – 5:19
  - A Fireball albumról (1971)
8. "Smoke on the Water" – 5:43
9. "Highway Star" – 6:32
10. "When a Blind Man Cries" – 3:31
11. "Never Before" – 3:30
  - A Machine Head albumról (1972)
12. "Woman from Tokyo" – 2:47
  - A Who Do We Think We Are albumról (1973)
13. "Burn" (Blackmore/Coverdale/Lord/Paice) – 4:33
  - A Burn albumról (1974)
14. "Stormbringer" (Blackmore/Coverdale) – 4:07
  - A Stormbringer albumról (1974)
15. "You Keep on Moving" (Coverdale/Hughes) – 4:30
  - A Come Taste the Band albumról (1975)
16. "Perfect Strangers" – 4:16
  - A Perfect Strangers albumról (1984)
17. "Ted the Mechanic" (Gillan/Glover/Lord/Morse/Paice) – 4:19
  - A Purpendicular albumról (1996)
18. "Any Fule Kno That" (Gillan/Glover/Lord/Morse/Paice) – 4:27
  - Az Abandon albumról (1998)

- Ahol nincs jelölve, a számok szerzője az Mk II.  felállás (Gillan/Glover/Blackmore/Lord/Paice)

## Előadók
- Ian Gillan – ének (2–12, 16–18)
- Ritchie Blackmore – gitár (1–14, 16)
- Jon Lord – billentyűk (összes szám)
- Roger Glover – basszusgitár (1–12, 16–18)
- Ian Paice – dob (összes szám)
- Steve Morse – gitár (17–18)
- David Coverdale – ének (13–15)
- Rod Evans – ének (1)
- Nick Simper – basszusgitár (1)
- Glenn Hughes – basszusgitár (13–15)
- Tommy Bolin – gitár (15)

(Zárójelben a számok melyeken az előadó közreműködött)